# بلاكمور ايفانز
كان جوني بلاكمور ايفانز (31 مارس 1912-23 ديسمبر 2005 ). باحث أمريكي في الأدب الإليزابيثي عُرِفَ بتحرير طبعة ريفر سايد شكسبير عام 1974.

## السيرة الشخصية
ولد ايفانز في 31 مارس 1912 في كولومبوس بولاية أوهايو كان والده مارشال ب ايفانز، وهو باحث في اللغة الألمانية في جامعة ولاية أوهايو. تخرج من تلك الجامعة عام 1934. وبعدها حصل على درجة الماجستير من جامعة سينسيناتي في عام 1936. وحصل على الدكتوراة من جامعة هارفرد عام 1940. وعام 2000 أعطته كلية أولبرايت درجة الدكتوراه الفخرية في القانون. أثناء الحرب العالمية الثانية خدم ايفانز في بلتشلي بارك  في إنجلترا، وهو مركز للحلفاء للتجسس وفك التشفير.
وبعد الحرب أصبح ايفانز أستاذ في الأدب الإنجليزي ،وعمل  في جامعة ويسكونسن، وجامعة الينوي، وفي النهاية في جامعة هارفارد وحيث أصبح أستاذ في كابوت.كان أول كتاب له هو مسرحيات وقصائد ويليام كارترايت (1951)، وهو طبعة للشاعر والكاتب المسرحي الغامض ويليام كارترايت. وقام بتحرير كتب شكسبير الفورية للقرن السابع عشر (80-1960) وهي سلسلة من الطبعات النادرة من الكتيبات الفورية. نسخته الشعبية من أعمال شكسبير الكاملة، ريفرسايد شكسبير، تم نشره عام 1974 من قبل هوتون ميفلين، وظل النص القياسي لأعمال شكسبير في الفصول الدارسية بالجامعة لربع القرن القادم. وشارك ايفانز بتحرير نسخة محدثة عام 1997.وحرر ريتشارد الثالث للبطريق الجديد شكسبير وروميو وجوليت لكامبريدج الجديدة شكسبير. كان نمط تعليم ايفانز  بسيطاً وفعّال بشكل خاص من خلال العمل في الدراما الإليزابيثية واليعقوبية. قدم تعليق هادئ  ولكنه فعل ذلك أثناء التنقل، حيث كان يمشي في بداية الفصل بطريقة ساهمت في جذب أنظار اليه. طبيعته اللطيفة لم تخذله أبداً. وغالبا ما تجتمع ندواته في مكتبه الذي يوجد بجوار مكتبة الطفل التذكارية.وتضم مجموعة خاصة لقسم اللغة الإنجليزية والأمريكية وآدابها التي توجد في مكتبة ( ويدنر) في جامعة هارفارد. المكتب، كل سطح مغطى بالكتب والمخطوطات، كان شهادة على منحته الدراسية. في الحقيقة حتى في سن الشيخوخة استمر في عاداته كعالم مطاردة ممرات مكتبة ويدنر ويعمل بثبات.
مات ايفانز في 23 ديسمبر 2005 عمره 93 عام.

## الإرث
كان كتاب ايفانز الأخير (قصائد روبرت باري ) وهو دراسة الشاعر غير معروف روبرت باري.